# أكاديمية هاي ليفل للطيران
أكاديمية هاي ليفل للطيران هي أكاديمية سودانية متخصصة في علوم الطيران تأسست عام 2006 وتقع بالخرطوم السودان.

## المرحلة التمهيدية
فترة الدراسة 8 أسابيع تشمل الآتي:
1. اللغة الإنجليزية.
2. الفيزياء.
3. علوم الحاسوب.
4. مبادئ قانون الطيران
5. مصطلحات الطيران
6. رياضيات.
7. مستندات طيران

## المرحلة المتقدمة
فترة الدراسة 28 أسبوع نظري وعملي 
1. عدد ساعات الطيران 45 ساعة و 10 ساعات طيران تشبيهي
2. تكلفة الدراسة النظرية:3500 دولار
3. تكلفة ساعة الطيران PPL: الساعة 130 دولار
4. تكلفة ساعة الطيران التشبيهي: الساعة 65 دولار

## شروط القبول
1. العمر لايقل عن 17 عاما .
2. النجاح في مادتي الرياضيات والفيزياء
3. اجتياز المعاينة
4. النجاح في الشهادة الثانوية أو مايعادلها
5. اجتياز الكشف الطبي للطيارين (المستوى الأول)
6. النجاح في المرحلة التمهيدية